# Stanisław Ignacy Witkiewicz
Stanisław Ignacy Witkiewicz, även känd som “Witkacy”, född 24 februari 1885 i Warszawa Polen, död 18 september 1939 i Jeziory (i nuvarande Ukraina) var en polsk författare, dramatiker, fotograf, filosof och målare. Han var son till Stanisław Witkiewicz. Helena Modrzejewska var hans gudmor.

## Biografi
Witkiewicz växte upp i sitt familjehem i Zakopane som då låg i Österrike. I konformitet med sin faders antipati mot "skolans slaveri" utbildades den unge Witkiewicz i sitt hem. Där eggades han att utveckla sina begåvningar inom de kreativa områdena. Han lyckades avlägga en studentexamen och började studera på Krakóws konstakademi. Efter att hans flickvän begått självmord 1914 åkte han med sin vän Bronisław Malinowski till Australien och Oceanien. Resan avbröts med första världskrigets utbrott. Witkiewicz, som var tsarundersåte, begav sig till Petrograd för att tjäna i Pawlowskij-regementet. Där upplevde han ryska revolutionen som hade stor betydelse för hans liv och litteratur.
Efter sin återkomst till Polen antog han ett konstnärligt namn – Witkacy. Det var en riktigt fruktbar period av hans liv. Nu skrev han Nowe formy w malarstwie i wynikające stąd nieporozumienia år 1919 (Nya former i måleri och resulterade missuppfattningar) i vilken han lade fram sin originella teori om konst – "Teorin om ren konst". Han var också dramatiker. Enbart år 1920 skrev Witkacy tio pjäser. Nästan alla av de pjäser som finns bevarade skrev han före 1925. Han tillämpade också "Teorin om Ren Form" till teater. Hans pjäser var inte lyckade eftersom de var litet före sin tid. Bara en, Jan Karol Maciej Wścieklica blev en succé.
År 1922 gifte Witkiewicz sig med Jadwiga von Unrug, dotterdotter till en polsk målare, Juliusz Kossak. Hans hustru bodde alltid i Warszawa medan han bodde i Zakopane. För att tjäna pengar övergav han konsten och inrättade en porträttfirma, S. I. Witkiewicz. De porträtt han skapade betecknades med namn på de ämnen (till exempel te, kaffe eller narkotika) som konstnären var påverkad av.
I slutet av 1920-talet vände han sig åt romankonsten. Han skrev Pożegnanie jesieni 1927 (Farväl till höst) och Nienasycenie 1930 (Omättlighet) som handlade om geo-politik, droger och filosofi.
Under 1930-talet publicerade Witkacy en bok, Narkotyki (Narkotikan), om hans erfarenheter med droger som meskalin, peyote, alkohol osv. Han också gav ut sitt filosofiska huvudverk Pojęcia i twierdzenia implikowane przez pojęcie istnienia 1935 (Begrepp och teorem implicerade av begreppet existens).
När Tyskland invaderade Polen i september 1939 flydde Witkiewicz från Zakopane till det östliga Polen men när även Sovjetunionen anföll Polen österifrån den 17 september beslutade han sig för att begå självmord. Han dog 18 september 1939 i Jeziory.

## Witkiewicz idag
När Witkiewicz dog var han i stort sett bortglömd. Efter världskriget förbjöds han i det kommunistiska Polen. Inte förrän på 1970-talet blev han mer bekant. Den polske teaterregissören Tadeusz Kantor inspirerades av Witkacy-pjäser och de iscensattes av Cricot-gruppen. Kantor satte senare upp många av Witkacys pjäser både i Polen och i världen.
Witkacy anses idag vara en av de tre mest betydelsefulla modernistiska polska författarna (vid sidan av  Witold Gombrowicz och Bruno Schulz). Av detta skäl når han en alltmer internationell publik.
Den svenska författaren Agneta Pleijels bok Lord Nevermore baseras fritt på Witkacys och Bronisław Malinowskis liv och komplicerade inbördes relation.

## Hans verk
- Nowe formy w malarstwie (1919)
- Szkice estetyczne (1922)
- Pożegnanie jesieni (1927)
- Nienasycenie (1930)
- Szewcy (1931–1934)
- Pojęcia i twierdzenia implikowane przez pojęcie istnienia (1935)
- Jedyne wyjście
- 622 Upadki Bunga czyli demoniczna kobieta
- Jan Karol Maciej Wścieklica
- Matka
- Wariat i zakonnica
- Narkotyki - niemyte dusze
- W małym dworku
- Mątwa
- Pocałunek mongolskiego księcia
- Kompozycia fantastyczna

## På svenska
- Fem dramer : Pragmatikerna ; Sumphönan ; Daren och nunnan ; Modern ; Belsebubsonaten övers. av C. Berg et al. 1988
- Två polska dramatiker : Stanisław Wyspiański, Stanisław Ignacy Witkiewicz 1995 (innehåller Den nya Befrielsen; På den lilla gården övers. Lennart Kanter och Andrzej Nils
- Wikimedia Commons har media som rör Stanisław Ignacy Witkiewicz.